# Mijat Marić
Mijat Marić (sinh 30 tháng 4 năm 1984) là một cầu thủ bóng đá Thụy Sĩ gốc Croatia, hiện tại thi đấu cho câu lạc bộ Belgian Pro League Lokeren. Anh là một hậu vệ.

## Sự nghiệp
Marić khởi đầu sự nghiệp ở AC Lugano của Ticino, ở khu vực nói tiếng Ý. Sau khi câu lạc bộ phá sản, anh gia nhập FC Malcantone Agno. Vào mùa hè 2003 anh gia nhập FC St. Gallen của Swiss Super League. Anh thi đấu 2 trận cho câu lạc bộ trước khi được cho mượn đến FC Luzern đến tháng 12 năm 2007.
Vào tháng 3 năm 2007, anh ký hợp đồng 3 năm cùng với Bari theo dạng chuyển nhượng tự do, có hiệu lực ngày 1 tháng 7 năm 2008.
Sau khi không thể ra sân trận nào cho Bari tại Serie B, anh đến K.A.S. Eupen của Belgian Second Division.
Anh thi đấu một năm cho K.A.S. Eupen và được bình chọn là cầu thủ xuất sắc nhất ở giải hạng hai bóng đá Bỉ.